# Buchtrailer
Buchtrailer sind von Verlagen oder Schriftstellern in Auftrag gegebene, kurze Werbefilme für Bücher, ähnlich den Trailern für Kino- und Fernsehproduktionen.

## Allgemeines
Ihre Aufgabe ist die Ankündigung von Neuerscheinungen. Sie dienen der Information der Leser und sollen zum Kauf des beworbenen Buches anregen, indem sie die wichtigsten Informationen in kürzester Zeit emotional und authentisch vermitteln. Während 2005 im deutschsprachigen Raum etwa zehn Buchtrailer produziert wurden, lag diese Zahl 2010 bereits bei mehr als 500 Videos. Bislang hat sich noch keine eigene Buchtrailer-Ästhetik durchgesetzt, gleichwohl das Format in seiner relativen Kürze, der Orientierung an konventionellen Mustern des Filmtrailers, der Zugehörigkeit zur Textsorte 'audiovisueller Werbung' wie auch insbesondere seiner Tendenz zur Intermedialität eine gewisse Spezifik aufweist. Im Internet finden sich viele Firmen, die sich mit der Erstellung von Buchtrailern professionell befassen.
Das gestalterische Spektrum reicht von abgefilmten Buchcovern, mitgeschnittenen Autorenlesungen, Schrift- und Bildanimationen bis hin zu Buchtrailern, die mit realen Schauspielern arbeiten.
Seit 2018 gibt es den Deutsche Buchtrailer Award, der Buchtrailer von besonderer Qualität und Anspruch in ihrer technischen, inhaltlichen und gestalterischen Umsetzung auszeichnet.